# Saint-Usuge
Saint-Usuge – miejscowość i gmina we Francji, w regionie Burgundia-Franche-Comté, w departamencie Saona i Loara.
Według danych na rok 1990 gminę zamieszkiwało 1105 osób, a gęstość zaludnienia wynosiła 35 osób/km² (wśród 2044 gmin Burgundii Saint-Usuge plasuje się na 207. miejscu pod względem liczby ludności, natomiast pod względem powierzchni na miejscu 153.).